# Liste der State-, U.S.- und Interstate-Highways in North Carolina
Dies ist eine Liste der State-, U.S.- und Interstate-Highways im US-Bundesstaat North Carolina.

## State Routes erster Ordnung (primary)
- North Carolina Highway 2
- North Carolina Highway 3
- North Carolina Highway 4
- North Carolina Highway 5
- North Carolina Highway 7
- North Carolina Highway 8
- North Carolina Highway 9
- North Carolina Highway 10
- North Carolina Highway 11
- North Carolina Highway 12
- North Carolina Highway 14
- North Carolina Highway 16
- North Carolina Highway 18
- North Carolina Highway 20
- North Carolina Highway 22
- North Carolina Highway 24
- North Carolina Highway 27
- North Carolina Highway 28
- North Carolina Highway 30
- North Carolina Highway 32
- North Carolina Highway 33
- North Carolina Highway 34
- North Carolina Highway 35
- North Carolina Highway 37
- North Carolina Highway 38
- North Carolina Highway 39
- North Carolina Highway 41
- North Carolina Highway 42
- North Carolina Highway 43
- North Carolina Highway 45
- North Carolina Highway 46
- North Carolina Highway 47
- North Carolina Highway 48
- North Carolina Highway 49
- North Carolina Highway 50
- North Carolina Highway 51
- North Carolina Highway 53
- North Carolina Highway 54
- North Carolina Highway 55
- North Carolina Highway 56
- North Carolina Highway 57
- North Carolina Highway 58
- North Carolina Highway 59
- North Carolina Highway 60
- North Carolina Highway 61
- North Carolina Highway 62
- North Carolina Highway 63
- North Carolina Highway 65
- North Carolina Highway 66
- North Carolina Highway 67
- North Carolina Highway 68
- North Carolina Highway 69
- North Carolina Highway 71
- North Carolina Highway 72
- North Carolina Highway 73
- North Carolina Highway 74
- North Carolina Highway 75
- North Carolina Highway 78
- North Carolina Highway 79
- North Carolina Highway 80
- North Carolina Highway 81
- North Carolina Highway 82
- North Carolina Highway 83
- North Carolina Highway 84
- North Carolina Highway 86
- North Carolina Highway 87
- North Carolina Highway 88
- North Carolina Highway 89
- North Carolina Highway 90
- North Carolina Highway 91
- North Carolina Highway 92
- North Carolina Highway 93
- North Carolina Highway 94
- North Carolina Highway 96
- North Carolina Highway 97
- North Carolina Highway 98
- North Carolina Highway 99
- North Carolina Highway 100
- North Carolina Highway 101
- North Carolina Highway 102
- North Carolina Highway 103
- North Carolina Highway 104
- North Carolina Highway 105
- North Carolina Highway 106
- North Carolina Highway 107
- North Carolina Highway 108
- North Carolina Highway 109
- North Carolina Highway 110
- North Carolina Highway 111
- North Carolina Highway 112
- North Carolina Highway 113
- North Carolina Highway 114
- North Carolina Highway 115
- North Carolina Highway 116
- North Carolina Highway 118
- North Carolina Highway 119
- North Carolina Highway 120
- North Carolina Highway 121
- North Carolina Highway 122
- North Carolina Highway 123
- North Carolina Highway 124
- North Carolina Highway 125
- North Carolina Highway 126
- North Carolina Highway 127
- North Carolina Highway 128
- North Carolina Highway 130
- North Carolina Highway 131
- North Carolina Highway 132
- North Carolina Highway 133
- North Carolina Highway 134
- North Carolina Highway 135
- North Carolina Highway 136
- North Carolina Highway 137
- North Carolina Highway 138
- North Carolina Highway 140
- North Carolina Highway 141
- North Carolina Highway 142
- North Carolina Highway 143
- North Carolina Highway 144
- North Carolina Highway 145
- North Carolina Highway 146
- North Carolina Highway 147
- North Carolina Highway 148
- North Carolina Highway 149
- North Carolina Highway 150
- North Carolina Highway 151
- North Carolina Highway 152
- North Carolina Highway 153
- North Carolina Highway 155
- North Carolina Highway 157
- North Carolina Highway 159
- North Carolina Highway 160
- North Carolina Highway 161
- North Carolina Highway 162
- North Carolina Highway 163
- North Carolina Highway 168
- North Carolina Highway 171
- North Carolina Highway 172
- North Carolina Highway 175
- North Carolina Highway 177
- North Carolina Highway 179
- North Carolina Highway 180
- North Carolina Highway 181
- North Carolina Highway 182
- North Carolina Highway 183
- North Carolina Highway 184
- North Carolina Highway 186
- North Carolina Highway 191
- North Carolina Highway 194
- North Carolina Highway 197
- North Carolina Highway 198
- North Carolina Highway 200
- North Carolina Highway 205
- North Carolina Highway 207
- North Carolina Highway 208
- North Carolina Highway 209
- North Carolina Highway 210
- North Carolina Highway 211
- North Carolina Highway 212
- North Carolina Highway 213
- North Carolina Highway 214
- North Carolina Highway 215
- North Carolina Highway 216
- North Carolina Highway 217
- North Carolina Highway 218
- North Carolina Highway 222
- North Carolina Highway 225
- North Carolina Highway 226
- North Carolina Highway 226A
- North Carolina Highway 231
- North Carolina Highway 241
- North Carolina Highway 242
- North Carolina Highway 251
- North Carolina Highway 261
- North Carolina Highway 268
- North Carolina Highway 286A
- North Carolina Highway 273
- North Carolina Highway 274
- North Carolina Highway 275
- North Carolina Highway 279
- North Carolina Highway 280
- North Carolina Highway 281
- North Carolina Highway 294
- North Carolina Highway 304
- North Carolina Highway 305
- North Carolina Highway 306
- North Carolina Highway 307
- North Carolina Highway 308
- North Carolina Highway 343
- North Carolina Highway 344
- North Carolina Highway 345
- North Carolina Highway 381
- North Carolina Highway 400
- North Carolina Highway 403
- North Carolina Highway 410
- North Carolina Highway 411
- North Carolina Highway 461
- North Carolina Highway 481
- North Carolina Highway 522
- North Carolina Highway 540
- North Carolina Highway 561
- North Carolina Highway 581
- North Carolina Highway 610
- North Carolina Highway 615
- North Carolina Highway 690
- North Carolina Highway 694
- North Carolina Highway 700
- North Carolina Highway 704
- North Carolina Highway 705
- North Carolina Highway 710
- North Carolina Highway 711
- North Carolina Highway 731
- North Carolina Highway 740
- North Carolina Highway 742
- North Carolina Highway 751
- North Carolina Highway 770
- North Carolina Highway 772
- North Carolina Highway 801
- North Carolina Highway 901
- North Carolina Highway 902
- North Carolina Highway 903
- North Carolina Highway 904
- North Carolina Highway 905
- North Carolina Highway 906

### Ehemalige Strecken
- North Carolina Highway 6
- North Carolina Highway 13
- North Carolina Highway 15
- North Carolina Highway 17
- North Carolina Highway 19
- North Carolina Highway 21
- North Carolina Highway 23
- North Carolina Highway 25
- North Carolina Highway 26
- North Carolina Highway 29
- North Carolina Highway 31
- North Carolina Highway 36
- North Carolina Highway 40
- North Carolina Highway 44
- North Carolina Highway 64
- North Carolina Highway 70
- North Carolina Highway 77
- North Carolina Highway 85
- North Carolina Highway 95
- North Carolina Highway 117
- North Carolina Highway 170
- North Carolina Highway 176
- North Carolina Highway 190
- North Carolina Highway 195
- North Carolina Highway 201
- North Carolina Highway 202
- North Carolina Highway 203
- North Carolina Highway 204
- North Carolina Highway 206
- North Carolina Highway 220
- North Carolina Highway 221
- North Carolina Highway 243
- North Carolina Highway 260
- North Carolina Highway 262
- North Carolina Highway 264
- North Carolina Highway 271
- North Carolina Highway 272
- North Carolina Highway 276
- North Carolina Highway 277
- North Carolina Highway 282
- North Carolina Highway 283
- North Carolina Highway 284
- North Carolina Highway 285
- North Carolina Highway 286
- North Carolina Highway 287
- North Carolina Highway 288
- North Carolina Highway 289
- North Carolina Highway 291
- North Carolina Highway 292
- North Carolina Highway 293
- North Carolina Highway 295
- North Carolina Highway 301
- North Carolina Highway 302
- North Carolina Highway 303
- North Carolina Highway 311
- North Carolina Highway 321
- North Carolina Highway 341
- North Carolina Highway 342
- North Carolina Highway 346
- North Carolina Highway 350
- North Carolina Highway 401
- North Carolina Highway 402
- North Carolina Highway 422
- North Carolina Highway 482
- North Carolina Highway 485
- North Carolina Highway 500
- North Carolina Highway 501
- North Carolina Highway 512
- North Carolina Highway 515
- North Carolina Highway 562
- North Carolina Highway 601
- North Carolina Highway 602
- North Carolina Highway 603
- North Carolina Highway 605
- North Carolina Highway 630
- North Carolina Highway 661
- North Carolina Highway 681
- North Carolina Highway 691
- North Carolina Highway 692
- North Carolina Highway 693
- North Carolina Highway 695
- North Carolina Highway 701
- North Carolina Highway 702
- North Carolina Highway 703
- North Carolina Highway 708
- North Carolina Highway 709
- North Carolina Highway 721
- North Carolina Highway 741
- North Carolina Highway 752
- North Carolina Highway 761
- North Carolina Highway 771
- North Carolina Highway 800
- North Carolina Highway 802
- North Carolina Highway 803
- North Carolina Highway 891
- North Carolina Highway 892
- North Carolina Highway 893
- North Carolina Highway 897

### Geplante Strecken
- North Carolina Highway 192
- North Carolina Highway 417
- North Carolina Highway 452

## U.S. Highways
- U.S. Highway 1
- U.S. Highway 13
- U.S. Highway 15
- U.S. Highway 17
- U.S. Highway 19
- U.S. Highway 21
- U.S. Highway 23
- U.S. Highway 25
- U.S. Highway 29
- U.S. Highway 52
- U.S. Highway 64
- U.S. Highway 70
- U.S. Highway 74
- U.S. Highway 76
- U.S. Highway 117
- U.S. Highway 129
- U.S. Highway 158
- U.S. Highway 176
- U.S. Highway 178
- U.S. Highway 220
- U.S. Highway 221
- U.S. Highway 258
- U.S. Highway 264
- U.S. Highway 276
- U.S. Highway 301
- U.S. Highway 311
- U.S. Highway 321
- U.S. Highway 401
- U.S. Highway 421
- U.S. Highway 441
- U.S. Highway 501
- U.S. Highway 521
- U.S. Highway 601
- U.S. Highway 701

### Ehemalige Strecken
- U.S. Highway 121
- U.S. Highway 170
- U.S. Highway 217
- U.S. Highway 411

## Interstates
- Interstate 26
- Interstate 40
- Interstate 73
- Interstate 74
- Interstate 77
- Interstate 85
- Interstate 87
- Interstate 95

### Zubringer und Umgehungen
- Interstate 140
- Interstate 240
- Interstate 277
- Interstate 285
- Interstate 295
- Interstate 440
- Interstate 485
- Interstate 540
- Interstate 785
- Interstate 795
- Interstate 840

### Geplante Strecken
- Interstate 42
- Interstate 274
- Interstate 587